# Красна площа (Чернігів)
Кра́сна пло́ща (або Театральна) — з 1930-х років центральний міський майдан обласного центру — міста Чернігова, міське адміністративне й культурно-соціальне осердя.

## Історія
Місцевість Передгороддя, де нині розташована Красна площа, за часів Київської Русі на думку археологів та істориків була головним торгом міста. Згодом, коли Чернігів після зруйнування ординцями значно зменшився в розмірах, торгівля велася на території фортеці, а після її ліквідації, у 1799 році, знову перемістилася на площу, яка до секуляризації в 1786 році П'ятницького жіночого монастиря означалася як П'ятницьке поле.
У 1806 році, коли на території нової площі за проєктом Антона Карташевського було зведено будівлю міської думи, що поклало початок переміщенню у цей район адміністративного центру міста, площа отримала назву Красної. Згодом, після появи упродовж 1810–1820-х років ансамблю торгових рядів, за східною частиною площі закріпилася назва Базарної (до 1910-х років фігурує також назва Красна базарна площа); західна частина від часу побудови 1853 року міського театру означалася як Театральна.
У 1900 році, з нагоди святкування 30-річчя міського самоуправління, для площі відновлена дана на початку ХІХ століття назва — Красна.
До початку українізації середини 1920-х років назва площі в офіційних джерелах вказувалася російською мовою. Від 1923 року на шпальтах преси та в інших джерелах, як то план міста 1930 року, почав з'являтися топонім Червона площа (фігурує також назва «Червоний майдан»), що мало на меті дотримання політкоректного на той час значення перекладу назви.
У 1935 році, після капітальної реконструкції площі, з якої було прибрано міський базар, та з метою вшанування пам'яті померлого більшовицького функціонера Валеріана Куйбишева, площі було надане його ім'я. У грудні 1941 року площі було надано ім'я гетьмана Івана Мазепи (нім. Mazeppa Platz), а восени 1943 року відновлена попередня назва ― площа Куйбишева.
16 липня 1990 року виконкомом Ради депутатів трудящих м. Чернігова було ухвалене рішення № 195, відповідно до якого за результатом роботи дорадчої комісії істориків та краєзнавців і на основі наданих нею висновків та рекомендацій було перейменовано площу в Красну, з визначенням етимології наданої назви від старослов'янського красьнъ, тобто ― красивий.

## Забудова
На початку XIX століття на площі були зведені торговельні ряди з колонадами-галереями, в яких місцеві купці відкрили свої крамниці. Краєзнавець Фелікс Спиридонов виявив такий опис однієї з крамниць, зроблений у 1841 році:
|  | Крамниця була мурованою. Зовні — чепурна будівля, прикрашена порталом з чотирма колонами. Дах під залізом, пофарбований олійною фарбою. Підлога та стіни дерев'яні, під підлогою склепінчастий мурований погріб — для зберігання товарів. На вікнах залізні ґрати. Два вікна, що прикрашали фасад, мали своєрідні жалюзі, зроблені місцевими майстрами у кузні |

Торговельні ряди демонтовані в першій половині 1930-х років, а 1935 року площу, як і всі головні вулиці міста до цього, забрукували червоним та жовтим клінкером, біля П'ятницької церкви був облаштований сквер. У 1959 році на площі відкритий Чернігівський обласний академічний український музично-драматичний театр імені Тараса Шевченка.
Влітку 2019 року площа була реконструйована — старе покриття зняли та перебрали, залишивши лише цілі цеглини, якими потім вимостили центральну пішохідну частину площі. Автомобільні смуги та велодоріжки вимостили новою цеглою. На території площі замінили водогін та каналізаційний колектор, провели археологічні дослідження. Вартість реконструкції становила 53 млн гривень.